# Шевченкове (Бахчисарайський район)
Шевче́нкове (1948 року — Коджу́к-Елі́, крим. Qocuq Eli) — село в Україні, в Бахчисарайському районі Автономної Республіки Крим. Підпорядковане Каштанівській сільській раді. Розташоване на півночі району.
Відстань від райцентру до населеного пункта становить 15 кілометрів по прямій.